# Sognavo, amore mio
Sognavo, amore mio è un album discografico della cantante italiana Milva e del compositore Francis Lai, pubblicato nel 1973 dalla Dischi Ricordi.

## Descrizione
Nel 1973 Milva collabora col compositore sardo Francis Lai, premio Oscar per la miglior colonna sonora del film Love Story che lo lanciò definitivamente nel novero dei grandi compositori di colonne sonore.
L'album, prodotto da Enrico Riccardi è composto da brani tratti dalle colonne sonore realizzate da Lai per il cinema, con i testi in italiano adattati dagli autori Luigi Albertelli, Enrico Riccardi, Mario Piave e Sergio Bardotti. La copertina del disco e le foto interne furono realizzate da Gianni Ronco e Luciano Tallarini.
L'album ebbe un'ampia distribuzione internazionale in Germania, Brasile e Giappone.

## Edizioni
L'album fu pubblicato in Italia in LP, Stereo8 ed MC dalla Dischi Ricordi, con numero di catalogo SMRL 6100. 
Nel 1999 viene stampato per la prima volta su CD con numero di catalogo 88697748402.
L'album è stato anche pubblicato sulle piattaforme digitali e sui servizi di streaming.

## Tracce
1. Un uomo una donna
2. Oltre le colline (Golgotha)
3. Se ti va sono qui (Ou Vas Tu Mon Amour)
4. È l'ora (Theme The Pepper)
5. Una cosa (L'etranger)
6. Un uomo una donna (Reprise)
7. Sognavo amore mio
8. Vigliacco che sei (Soleil J'Ai Peur...)
9. Io sono sempre io
10. Love story